# رباط چاه حوض
رباط چاه حوض مربوط به دوره قاجار است و در بیرجند، مرکز شهر واقع شده و این اثر در تاریخ ۱۰ مهر ۱۳۸۰ با شمارهٔ ثبت ۴۱۳۸ به‌عنوان یکی از آثار ملی ایران به ثبت رسیده است.